# Осада фортов Саламанки
Во время осады фортов Саламанки (17-27 июня 1812 года) имперский французский гарнизон в 800 человек под командованием подполковника Дюшмена защищал три укреплённых монастыря в городе Саламанка от англо-союзной армии численностью 48 тыс. человек, возглавляемой Артуром Уэлсли, лордом Веллингтоном. В течение этого времени французский командующий маршал Огюст Фредерик Луи Мармон руководил французской армией в 40 тыс. человек, которая безуспешно пыталась снять осаду. Невозможность подвезти достаточное количество артиллерийских боеприпасов привела к продолжению осады. 23 июня гарнизон отразил преждевременную попытку штурма, но, наконец, через четыре дня сдался после того, как артиллерийский обстрел разрушил один форт и поджёг другой. Во время своих манёвров Мармон пришёл к выводу, что Веллингтон готов действовать только в обороне. Это ошибочное представление способствовало поражению Мармона в битве при Саламанке месяцем позже.

## Предыстория

### Стратегическая ситуация
20 января 1812 года англо-португальская армия под командованием Веллингтона успешно завершила осаду Сьюдад-Родриго. Затем последовала осада Бадахоса, которая закончилась 6 апреля 1812 года, когда армия Веллингтона штурмом овладела этим городом. После этих двух побед стратегическая инициатива на Пиренейском полуострове перешла от французов к союзникам. В то же время император Наполеон потерял интерес к Испании, направив все свои силы на запланированное французское вторжение в Россию. Он приказал вывести из Испании 27 тыс. человек из императорской гвардии и польских подразделений, ослабив тем самым французские оккупационные силы. Наполеон приказал, чтобы его брат король Жозеф Бонапарт и начальник штаба Жозефа маршал Жан-Батист Журдан приняли на себя общее командование французскими армиями в Испании. Однако в действительности маршал Луи Габриэль Сюше в восточной Испании, маршал Жан де Дьё Сульт в Андалусии и маршал Мармон в западной Испании продолжали независимые действия. Кроме того, французская армия на севере Испании никогда не была под командованием Жозефа. В мае 1812 года французские войска в Испании насчитывали 230 тыс. человек, но половина из них была занята на северо-востоке и недоступна для борьбы с Веллингтоном.
Веллингтон решил с войском в 48 тыс. человек идти против армии Мармона в Португалии. Тем временем генерал-лейтенант Роланд Хилл с англо-португальским войском в 18 тыс. солдат остался наблюдал за Бадахосом. Чтобы предотвратить подход подкрепления к Мармону, Веллингтон приказал испанским войскам под командованием генерал-майора Франсиско Бальестероса изматывать войск Сульта на юге, а британскому адмиралу Хоуму Риггсу Пофаму провести ряд рейдов на северном побережье Испании. Армия Мармона насчитывала 52 тыс. солдат, но для боевых действий были доступны только 35 тыс., да и те были сильно рассеяны в поисках пропитания. Одна из его дивизий была размещена в Астурии и не могла использоваться без разрешения Наполеона. У Жозефа и Журдана было около 18 тыс. человек вокруг Мадрида, но 6 тыс. из них были ненадёжными профранцузскими испанскими войсками. Жозеф приказал Мармону и Сульту случае наступления союзников действовать совместно, но Сульт категорически отказался.

### Действия сторон
13 июня армия Веллингтона пересекла Агеду возле Сьюдад-Родриго. В течение следующих трёх дней наступление продолжалось тремя колоннами. Правое крыло состояло из 1-й, 6-й и 7-й пехотных дивизий. Центр состоял из лёгкой, 4-й и 5-й пехотных дивизий. В левое крыло входили 3-я пехотная дивизия и две независимые португальские бригады во главе с бригадными генералами Денисом Паком и Томасом Брэдфордом. Все три колонны были прикрывались кавалерийскими частями. За исключением 1-й и лёгкой дивизий, Веллингтон сформировал все свои пехотные дивизии из одной португальской и двух британских бригад (или бригад Королевского Германского легиона). 1-я дивизия имела одну бригаду КГЛ и две британские бригады, в то время как лёгкая дивизия имела две бригады, каждая из которых была сформирована из британских и португальских лёгких пехотинцев. 16 июня, когда армия союзников приблизилась к Саламанке, кавалерия центральной колонны отогнала небольшой отряд французской лёгкой кавалерии.
Когда 14 июня Мармон получил известие о наступлении союзников, он немедленно приказал своей армии сосредоточиться в Фуэнтесауко в 32 км к северу от Саламанки. Его армия состояла из двух кавалерийских дивизий и пехотных дивизий дивизионных генералов Максимильена Себастьена Фуа, Бертрана Клозеля, Клода Франсуа Ферея, Жака Тома Саррю, Антуана Луи Попона, Антуана Франсуа Брёнье-Монморана и Жана Гийома Бартельми Томьера, указанных в порядке с 1 по 7. Брёнье, Попон и бригадный генерал Жан-Батист Теодор Кюрто с лёгкой кавалерией покинули Саламанку и отступили к точке рандеву. Фуа прошёл из Авилы, расположенной далеко на юго-востоке, Клозель прибыл из Пеньяранда-де-Бракамонте на юго-востоке, Ферей подошёл из Вальядолида на северо-востоке, Томьер из Саморы на северо-западе, Саррю из Торо на севере, а драгуны бригадного генерала Пьера Франсуа Ксавье из Торо и Бенавенте далеко на севере. К 19 июня в Фуэнтесауко было собрано 36 тыс. пехотинцев, 2,8 тыс. кавалеристов и 80 артиллерийских орудий. Несмотря на указания Наполеона, Мармон также вызвал 6,5 тыс. человек дивизионного генерала Жана Пьера Франсуа Боне из Астурии, но эти солдаты задержались почти на три недели.
Армия Веллингтона насчитывала 28 тыс. британцев и 17 тыс. португальцев, а также дивизию из 3 тыс. испанцев во главе с генерал-майором Карлосом де Эспанья, всего 48 тыс. человек. Имея 3,5 тыс. кавалеристов, союзники впервые превзошли французов в этом роде войск. И Мармон, и Веллингтон имели точное представление о силе противника, и оба стремились вступить в битву. Тем не менее, Мармон предпочёл подождать, пока не прибудет дивизия Боне, чтобы его армия была практически равна по силе его противнику. Французский командующий также надеялся, что к нему подойдёт подкрепление в 8 тыс. человек из Северной армии дивизионного генерала Мари Франсуа Огюста де Каффарелли дю Фальга. Эти войска собирались в Витория-Гастейс и шли на юго-запад. В это время Сульт настаивал на том, что Веллингтон собирается идти на Андалусию с войском в 60 тыс. человек, а 18 тыс. солдат Хилла останутся наблюдать за его войсками. Из-за просьб Сульта о помощи Жозеф и Журдан в Мадриде были изначально не уверены, кто является реальной цель британского командующего — Мармон или Сульт.

## Осада

### Начальная бомбардировка

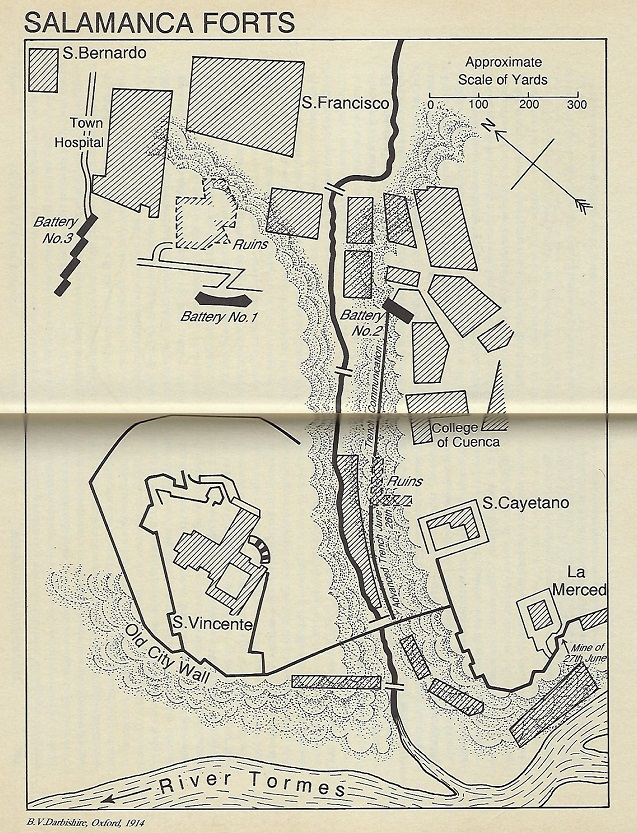
На карте изображены форты Саламанки и батареи союзников.

17 июня армия Веллингтона окружила Саламанку; левое крыло пошло к северу от города, а центр и правое крыло окружили его на юге. Три колонны соединились на северной стороне Саламанки и затем продвинулись на 5 км до высот Сан-Кристобаль. Веллингтон надеялся, что осада фортов Саламанки заставит Мармона атаковать его на высотах. Только 14-й лёгкий драгунский полк и британская 6-я дивизия вошли в город, чтобы осадить форты. Граждане Испании были в восторге от того, что французы ушли, и с радостью встретили союзников на главной площади города. Веллингтон устроил свою штаб-квартиру в городе, а 6-я дивизия генерал-майора Генри Клинтона блокировала форты. Чтобы подготовить форты к обороне, сапёры Мармона разрушили бо́льшую часть старого университетского квартала в юго-западной части города.

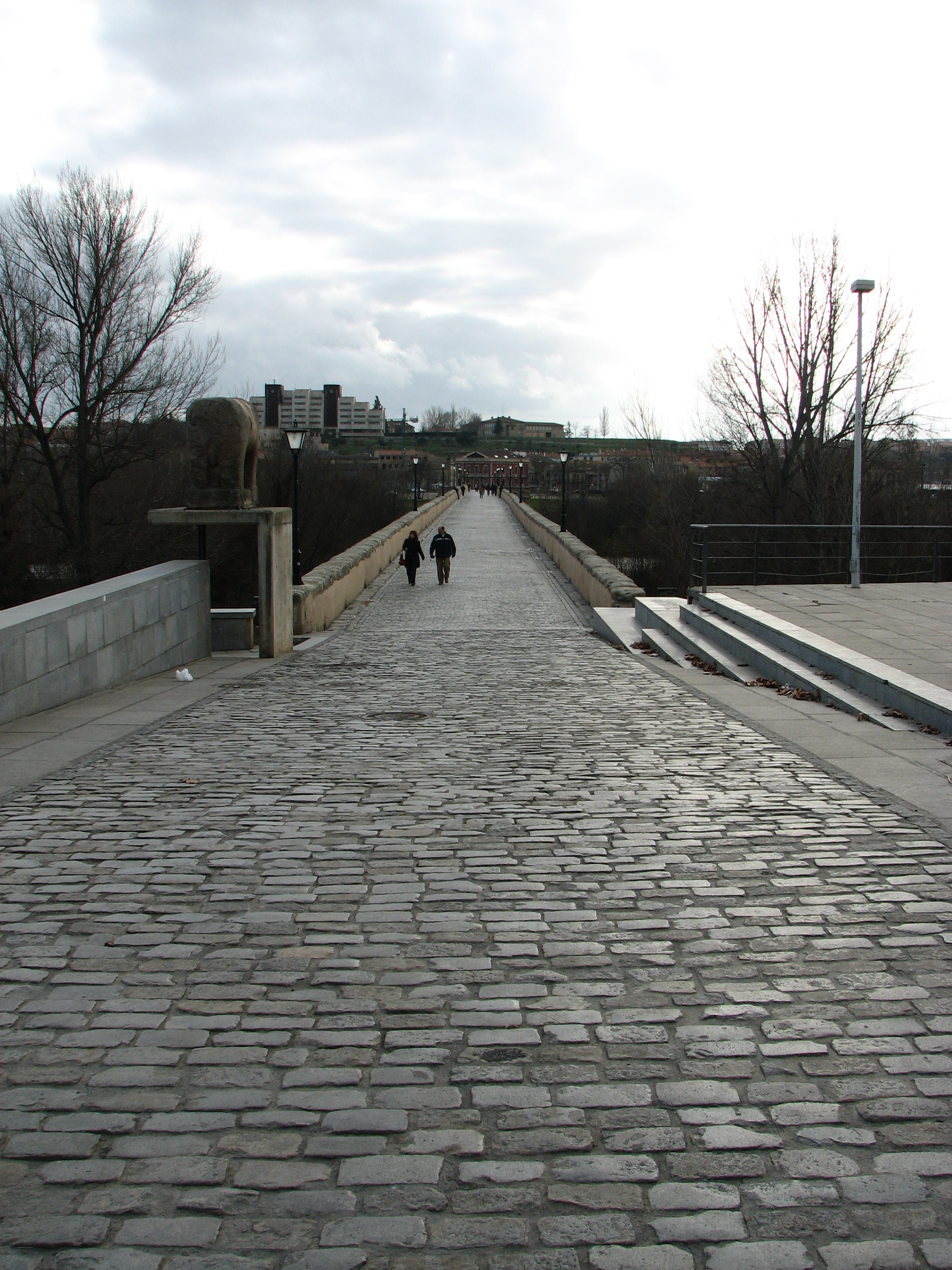
Римский мост в Саламанке простреливался из форта Ла-Мерсед

Веллингтон считал, что форты были спешно подготовленными средневековыми монастырями, и что их взятие пройдёт относительно легко. Из-за этого армия союзников привезла с собой только четыре 18-фунтовых орудия, к каждому из которых было только по 100 выстрелов. Фактически же оказалось, что три монастыря были усилены каменной кладкой из материала демонтированных зданий университета, дубовыми балками и землёй. Толщина стен монастырей была удвоена, их окна заложены, а подходы к ним защищались эскарпами, контрэскарпами и палисадами. Самый большой форт Сан-Винсенте, имевший 30 пушек, был расположен у юго-западного угла старой городской стены. Сан-Каэтано с четырьмя пушками находился к юго-востоку от Сан-Винсенте. К югу от Сан-Каэтано находился Ла-Мерсед с двумя орудиями, которые мешали союзникам использовать римский мост через Тормес. Сан-Винсенте и Ла-Мерсед возвышались над Тормесом и были практически неприступны для нападения с юга и запада. Только северные стороны Сан-Винсенте и Сан-Каэтано были пригодны для атаки. Сан-Винсенте был отделен от Сан-Каэтано и Ла-Мерсед оврагом, который шёл на юго-запад к Тормесу. Три форта были построены так, чтобы прикрывать друг друга; колонна, атакующая один форт, попадала под перекрёстный огонь других фортов.
Французский гарнизон состоял из шести фланговых рот из 17-го лёгкого и 15-го, 65-го, 82-го и 86-го линейных пехотных полков, а также артиллерийской роты. Под командованием Дюшмена было 800 солдат и 36 (в основном лёгких) пушек. Британская 6-я дивизия включала в себя 1-ю бригаду генерал-майора Ричарда Халса, 2-ю бригаду во главе с генерал-майором Барнардом Фурдом Боусом и португальскую бригаду бригадного генерала графа Резенде. 1-я бригада состояла из 1-го батальона 11-го, 2-го батальона 53-го, 1-го батальона 61-го и одной роты 5-го батальона 60-го пехотных полков. 2-я бригада состояла из 2-го пехотного полка, 1-го батальона 32-го и 1-го батальона 36-го пехотных полков. Португальская бригада содержала 9-й батальон касадоров и по два батальона из 8-го и 12-го линейных полков. Старшим инженерным офицером был подполковник Джон Фокс Бергойн, а подполковник Мэй из Королевского полка артиллерии командовал 18-фунтовыми орудиями.
Бергойн выбрал для установки пушек позицию в 250 метрах к северу от Сан-Винсенте. В ночь на 17 июня 400 солдат из 6-й дивизии начали копать траншеи для установки артиллерийских батарей. Солдаты не имели опыта в осадных работах, и французы всю ночь обстреливали их из пушек и мушкетов. Утром траншея была глубиной лишь по колено, и британцам пришлось уйти в укрытие. Той ночью французами было ранено несколько человек. Осаждающие задействовали 300 снайперов КГЛ, чтобы подавить огонь из фортов. Мэй позаимствовал из полевой артиллерии три гаубицы и две 6-фунтовые пушки и открыл из них непрерывный огонь по монастырю Сан-Бернардо. Эти орудия были слишком малы, чтобы разбить стены, но их огонь досаждал защитникам.
К утру 19 июня первая батарея была установлена, и четыре 18-фунтовых орудия и три гаубицы открыли огонь, нанеся некоторый ущерб Сан-Винсенте. Тем временем были установлены ещё две батареи, одна к западу от Сан-Бернардо и одна к востоку от колледжа Куэнка. Две гаубицы были перенесены в батарею возле Куэнки, но попали под такой жестокий огонь, что в тот день погибли 20 артиллеристов. 20 июня полковник Александр Диксон прибыл с обозом из шести 24-фунтовых гаубиц из португальской крепости Элваш. Три позаимствованные гаубицы были отправлены обратно в полевую артиллерию. Две 18-фунтовые пушки были перемещены в батарею Куэнки, и их огонь обрушил часть крыши Сан-Винсенте, убив некоторых из его защитников. Видя, что запасы боеприпасов заканчиваются, Веллингтон затребовал из Алмейды конвой с боеприпасами. До его прибытия обстрел был приостановлен.

### Попытка снятия осады

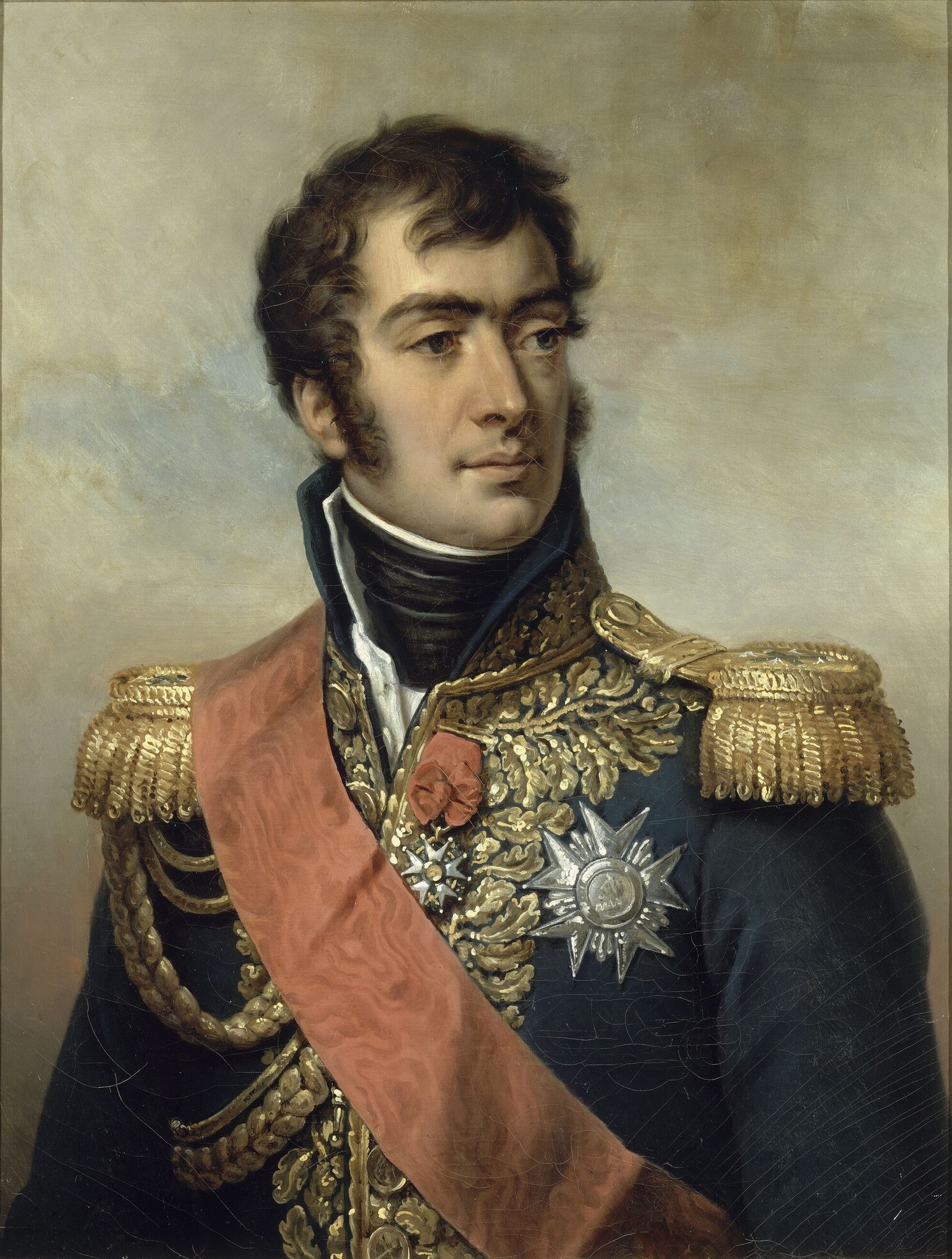
Огюст де Мармон

Собрав свою армию, 20 июня Мармон двинулся к Саламанке, оттеснив кавалерийские патрули союзников. Веллингтон разместил свою армию так, что правый фланг находился в Кабреризосе на Тормесе, а левый в Сан-Кристобаль-де-ла-Куэста. Справа налево находились 1-я, 7-я, 4-я, лёгкая и 3-я дивизии, а затем бригады Пака и Брэдфорда. 5-я дивизия, бригада Халса из 6-й дивизии и дивизия Эспаны находились в резерве. Лёгкая кавалерийская бригада генерал-майора Виктора Альтена прикрывала правый фланг, а лёгкая кавалерийская бригада полковника Уильяма Понсонби - левый. Тяжёлые кавалерийские бригады генерал-майоров Джона Ле Маршана и Эберхардта Отто Георг фон Бока находились в резерве. Две оставшиеся бригады 6-й дивизии поддерживали блокаду трёх фортов. Войска Мармона заняли Кастельянос-де-Морискос, а затем напали на Морискос. 68-й пехотный полк отразил три атаки, но вечером Веллингтон отвёл этот полк обратно к своим основным войскам.
Веллингтон ожидал нападения утром 21 июня, но Мармон не предпринял никаких действий, потому что дивизии Фуа и Томьера, а также одна бригада драгунов, прибыли лишь к полудню. В то утро Веллингтон мог разгромить сильно уступающего ему по численности противника, и многие его офицеры задавались вопросом, почему он не атаковал. Согласно письму, которое он послал премьер-министру Роберту Дженкинсону, второму графу Ливерпулу, Веллингтон надеялся одержать ещё одну оборонительную победу, такую, как в битве при Бусаку. В тот вечер Мармон провёл военный совет, на котором Попон и Ферей посоветовали ему атаковать, но Клозель и Фуа убедили не делать этого. 22 июня британский командующий понял, что Мармон не собирается атаковать. Всё ещё надеясь спровоцировать его на атаку, Веллингтон послал 51-й и 68-й пехотные полки из 7-й британской дивизии оттеснить французов с холма возле Морискоса. Приказ был выполнен; британские потери составили 7 убитых и 26 раненых. Той ночью армия Мармона отошла на 10 километров и расположилась около Альдеаррубиа; её левый фланг находился в Уэрте около Тормеса. 23 июня Веллингтон отправил бригаду Халса обратно в Саламанку и приказал Клинтону возобновить осаду фортов. Он также послал конницу Бока патрулировать западный берег Тормеса напротив Уэрты.

### Атака
23 июня Клинтон возобновил осаду трёх фортов, несмотря на недостаток боеприпасов. Для четырёх 18-фунтовых орудий было всего 60 выстрелов, а для шести гаубиц только 160. Инженеры и артиллеристы решили игнорировать Сан-Винсенте, потому что он был слишком сильно защищён. Вместо этого они сосредоточились на Сан-Каэтано. С этой целью одна из 18-фунтовых пушек была перемещена в батарею Сан-Бернардо на удобную позицию для обстрела Сан-Каэтано. Всё утро шёл обстрел, но во второй половине дня боеприпасы для 18-фунтовых орудий закончились. Сан-Каэтано был значительно повреждён, но брешей в его стенах не было. Несмотря на это, в 10 часов вечера Веллингтон начал штурм.
Силы атакующих состояли из шести лёгких рот из бригад Халса и Боуэса, примерно 300—400 солдат. Поскольку брешь так и не пробили, они несли 20 лестниц, чтобы добраться до парапета. Офицеры заметили, что «дело было трудным, и наши люди, казалось, чувствовали это». Штурм был начат с руин возле батареи у Куэнки. Как только штурмовая колонна вышла из укрытия, она попала под смертельный огонь пушек и мушкетов не только из Сан-Каэтано, но и из Сан-Винсенте. Сразу же появились жертвы. Были установлены только две лестницы, но никто не осмелился подняться на них, поскольку к тому времени стало ясно, что атака безнадёжна. Другие лестницы были плохо сделаны, а некоторые развалились, пока их несли. Боуэс во время атаки был легко ранен. Он перевязал рану и бросился обратно в бой, но был убит у подножия лестницы. Штурм потерпел неудачу; нападавшие потеряли 6 офицеров и 120 рядовых убитыми и ранеными. Британцы запросили перемирие, чтобы собрать убитых и раненых, но французы отказались, и труп Боуэса так и остался лежать до окончания осады.

### Последняя бомбардировка

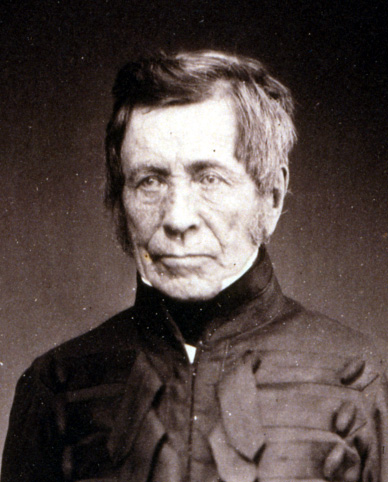
Джон Фокс Бургойн, 1855

Ранним утром 24 июня спустился густой туман. Когда в 7 часов утра он рассеялся, Веллингтон и его офицеры увидели, что кавалерия Бока отступает перед двумя французскими пехотными дивизиями и лёгкой кавалерийской бригадой, которые пересекли Тормес. Командующий британской армией приказал генерал-лейтенанту Томасу Грэхэму перебросить 1-ю и 7-ю дивизии и конницу Ле Маршана через реку в Санта-Марта-де-Тормес и отразить атаку французов. Французы устремились к деревне Кальварраса-де-Абахо, где обнаружили дивизию Грэхэма. Внезапно французы развернулись и отступили через броды Уэрты. Союзники не преследовали их. Войска Грэхэма вскоре вернулись на свои прежние позиции на восточном берегу. Ни одна из армий так и не сдвинулась с места 25 июня. В этот день солдаты 6-й дивизии завершили траншею вдоль дна оврага, отрезав Сан-Винсенте от двух других фортов.

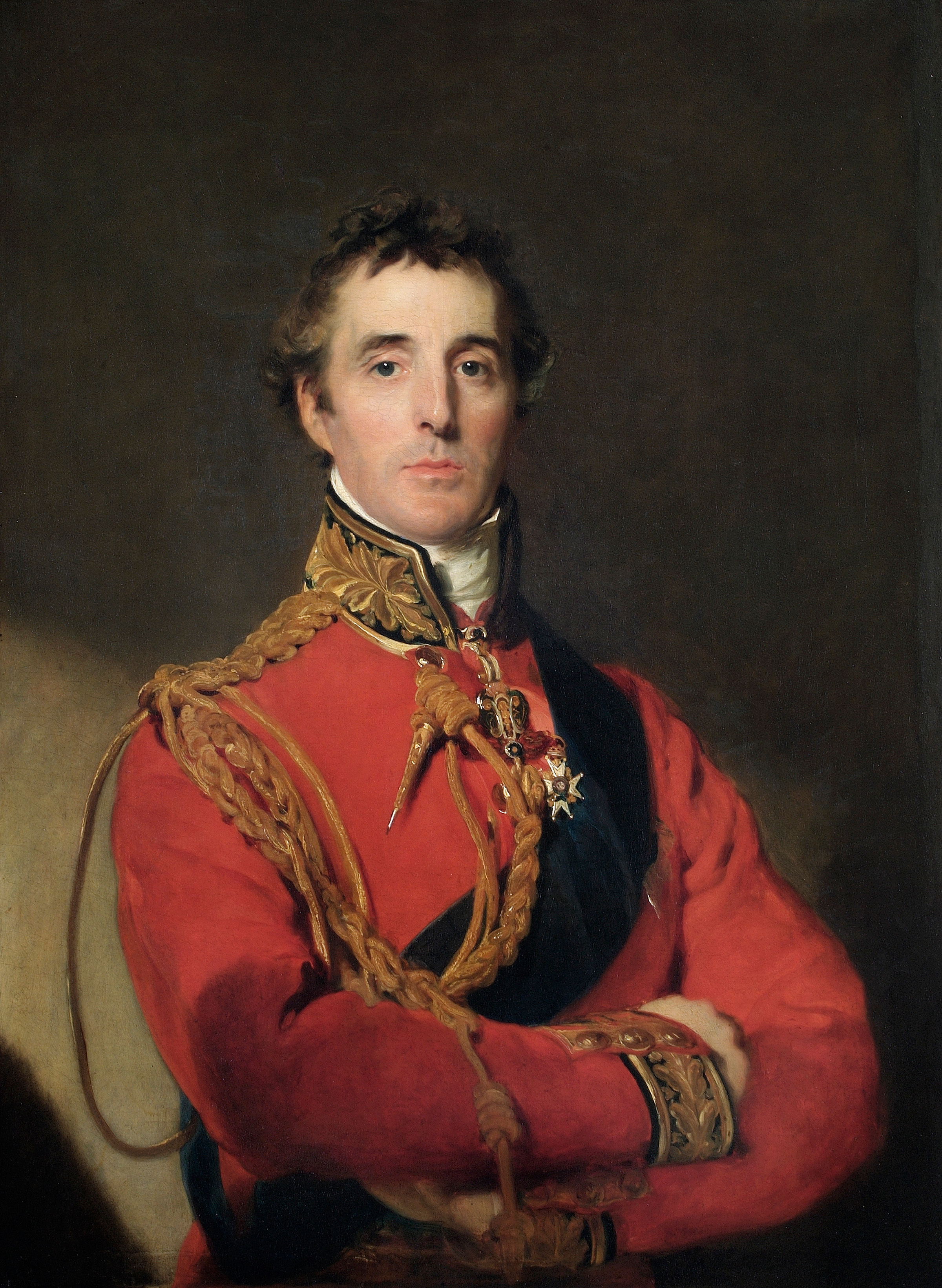
Лорд Веллингтон

Утром 26 июня наконец прибыл конвой с боеприпасами. Артиллеристы переместили все четыре 18-фунтовых орудия в батарею у Сан-Бернардо и направили огонь на Сан-Каэтано. Четыре гаубицы были помещены в батарею у Куэнки и стреляли калёными ядрами в крышу Сан-Винсенте. Обстрел начался в 3 часа дня и продолжался всю ночь. В общей сложности на крыше и башне Сан-Винсенте начались 18 отдельных пожаров, но все они были потушены гарнизоном. Большое количество дерева, использованное французами для укрепления форта, послужило топливом для огня. Утром 27 июня, после четырёхчасового обстрела, 18-фунтовые оружия проделали брешь в стенах Сан-Каэтано. Новый пожар вспыхнул в Сан-Винсенте; он зажёг основной склад досок и угрожал взорвать пороховой арсенал. До этого момента французы вели интенсивный ответный огонь, но постепенно он начал утихать. Веллингтон приказал штурмовать Сан-Каэтано.
Штурмовая колонна построилась в овраге под Сан-Каэтано. Прямо перед началом атаки у бреши появился белый флаг. Французский командующий попросил перемирия, пообещав сдаться через два часа после разговора с Дюшменом. Веллингтон потребовал капитулировать через пять минут, но французский офицер продолжал торговаться. Тем временем штурмовая колонна вышла из оврага и устремилась к форту. Несколькими разрозненными выстрелами было ранено шесть нападавших, после чего гарнизон Сан-Каэтано сложил оружие. К этому времени в Сан-Винсенте бушевал огонь, и там также появился белый флаг. Дюшмен попросил о трехчасовом перемирии, но Веллингтон повторил свое обещание начать штурм через пять минут. Дюшмен пытался затормозить переговоры, но тут 9-й касадорский полк вышел из оврага и вошёл в форт. Сопротивления не последовало; французский флаг был быстро спущен. Источники не пишут, как и когда сдался Ла-Мерсед.

## Итог
Британцы потеряли 5 офицеров и 94 рядовых убитыми и 29 офицеров и 302 рядовых ранеными. Потери французов во время осады составили 3 офицера и 40 рядовых убитыми, 11 офицеров и 140 рядовых ранеными и чуть менее 600 взятых в плен. Из 14 убитых и раненых офицеров пятеро были из 65-го линейного полка, по два из 15-го и 17-го лёгких полков, по одному из 86-го, артиллерийского и инженерного; для двоих данных нет. Кроме того, союзники захватили 36 орудий различных калибров, большой запас пороха и значительное количество обмундирования. Союзники разрушили три форта. Изъятый порох был передан солдатам Эспаньи. 7 июля в результате неосторожного обращения с порохом произошел взрыв, в результате чего погибло 20 мирных жителей и несколько солдат, а также было разрушено несколько домов.
26 июня Мармон получил депешу от Северной армии, в котором Каффарелли сообщил, что его подкрепление не придёт. В Бискайском заливе появилась морская эскадра Пофама, а испанские партизаны сеяли хаос на севере. Из-за этого Каффарелли не мог выделить ни одного человека. Когда на рассвете 27 июня Дюшмен подал сигнал, что он всё ещё держится, Мармон отчаянно пытался маневрировать к югу от Саламанки. Через несколько часов форты прекратили огонь, и вскоре Мармон понял, что они капитулировали. После потери фортов 28 июня Мармон начал отступление на север к реке Дуэро серией марш-бросков. В начале июля к Мармону присоединилось подразделение Боне, в результате чего у него собралась армия, равная по численности армии Веллингтона. К 15 июля он собрал 50 тыс. солдат для наступления. Возможно, самым важным результатом осады была недооценка Мармоном генерал Веллингтона. Поскольку Веллингтон во время осады в основном пассивно оборонялся, Мармон решил, что может действовать смелее против своего противника. Это могло быть одной из причин его поражения в битве при Саламанке 22 июля 1812 года.